# C15H19N5
化学式C15H19N5（摩尔质量：269.352 g/mol）可以指：
- 利扎曲坦，CAS号：145202-66-0
- BMS-234303（Naminidil），CAS号：220641-11-2

|  | 这个同类索引页列出了具有相同分子式的化学物（即同分異構體）条目。 除非您是有意链接至本页，否则应将相应条目的内部链接指向正确的条目。 |